# Ems-Hase-Kanal

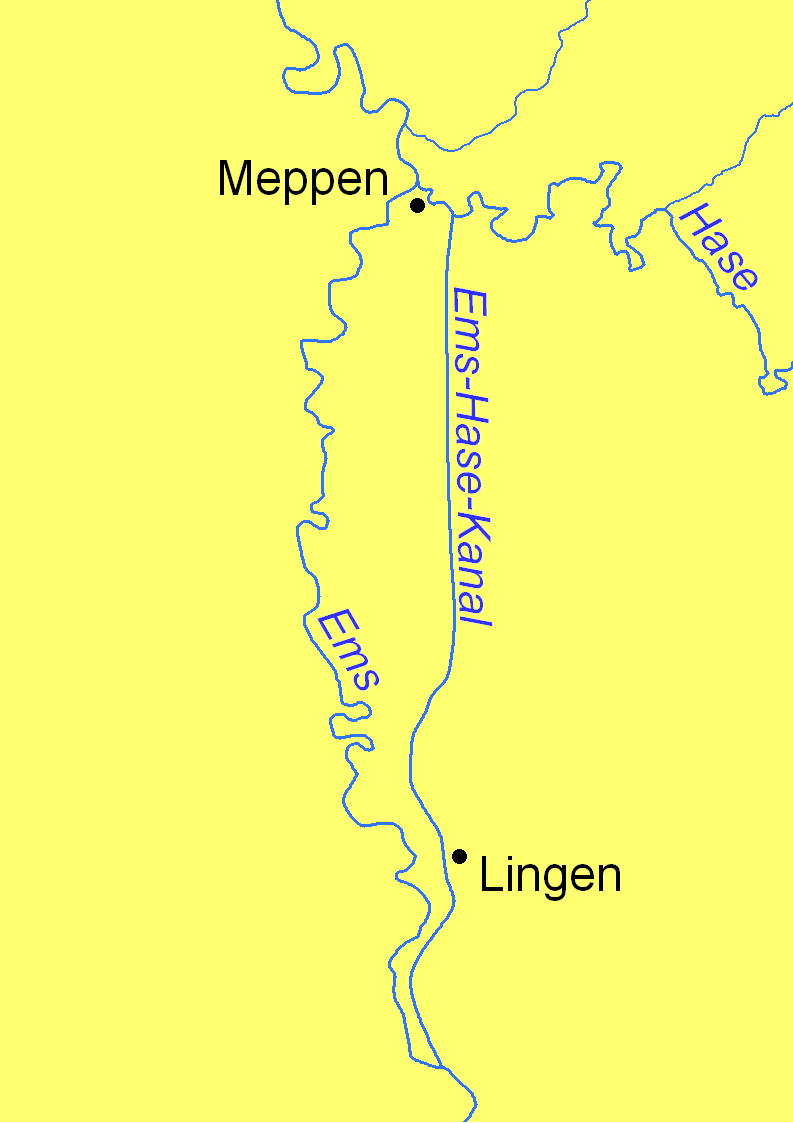
Ehemaliger Verlauf des Kanals

Der Ems-Hase-Kanal (auch als Hanekenkanal oder Emskanal bezeichnet) ist ein zwischen 1824 und 1828 gebauter Seitenkanal zwischen Hanekenfähr bei Lingen (Ems) und Meppen in Niedersachsen (Deutschland). Der Kanal verlief von der Ems bei Hanekenfähr, parallel östlich zur Ems bis zur Hase bei Meppen, um die vielen Mäander der Ems zu umgehen. Er hatte eine Länge von etwa 25 Kilometern, bei einer Wasserspiegelbreite von 16 Metern und einer Wassertiefe von 1,5 Metern. Im Verlauf des Kanals waren vier Schleusen (35 × 6 m) zur Wasserhaltung angelegt worden. Am Abzweig von der Ems im Stau des neu gebauten festen Wehres Hanekenfähr wurde zunächst nur ein Sperrtor angelegt, um Hochwasser vom Kanal fernhalten zu können. Später baute man es zu einer Kammerschleuse um, damit der Wasserspiegel im Kanal von den Schwankungen des Emswasserspiegels unabhängig wurde. Seit 1899 ist der größte Teil des Kanals, nach Verbreiterung und Vertiefung, ein Teil des Dortmund-Ems-Kanals.

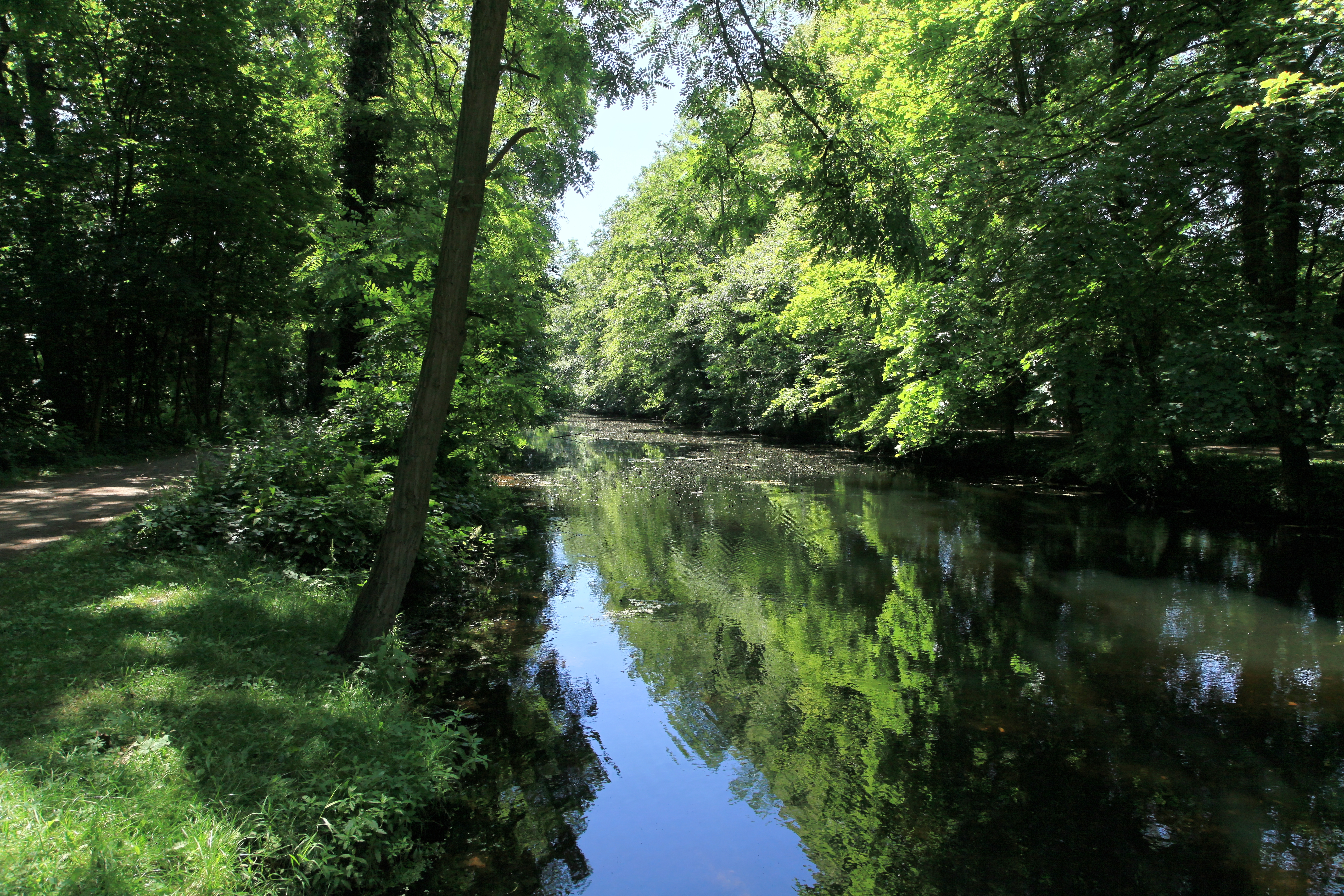
Ems-Hase-Kanal in Meppen

In Hanekenfähr sind noch 560 Meter des alten Kanals und in Meppen 870 Meter und eine Schleuse (Koppelschleuse) bis heute in ihrem ursprünglichen Zustand erhalten geblieben. Der Teil in Meppen dient heute der Abführung des anfallenden Sickerwassers aus dem Dortmund-Ems-Kanal. Diese Altkanäle zählen zu den sog. sonstigen Binnenwasserstraßen des Bundes in der Zuständigkeit des Wasserstraßen- und Schifffahrtsamt Ems-Nordsee.